# حيز بين غشائي

البنية المبسطة للمتقدرة.

الحيز بين الغشائي أو الفضاء بين الغشاء هو الفراغ الموجود بين غشائين أو أكثر. وفي علم الأحياء الخلوي، يوصف على أنه المنطقة الواقعة بين الغشاء الداخلي والخارجي للمتقدرة أو الصانعة اليخضورية. ويشير كذلك للفراغ بين الغشاء الداخلي والخارجي للغلاف النووي، لكن غالبا ما يسمى الفراغ المحيط بالنواة. يلعب الحيز بين الغشائي المتقدري دورا حاسما في التنسيق بين مختلف النشاطات الخلوية مثل تنظيم الوظائف الأيضية والتنفسية. على عكس الحيرز بين الغشائي المتقدري، الحيز بين الغشائي الخاص بالصانعة اليخضورية لا يبدو بأن لدية وظيفة واضحة.

## الحيز بين الغشائي الخاص بالمتقدرة
المتقدرات محاطة بغشائين هما الغشاء الداخلي والخارجي، يسمح هذان الغشاءان بتشكيل حيزين مائيين هما الحيز بين الغشائي والمطرس. تسمح قنوات بروتينية تسمى بورينات في الغشاء الخارجي بالانتشار الحر للأيونات والبروتينات الصغيرة التي لا تتجاوز 5 آلاف دالتون. وهذا يجعل الحيز بين الغشائي مماثل كيميائيا للعصارة الخلوية فيما يحص محتواهما من البروتينات الصغيرة. وعلى عكس ذلك، تقوم بروتينات نقل خاصة وضرورية بنقل الآيونات والجزيئات الصغيرة عبر الغشاء الداخلي إلى المطرس بسبب عدم نفاذيته. يحتوي الحيز بين الغشائي على الإنزيمات التي تستخدم الـATP الصادر عن المطرس لفسفرة النوكليوتيدات والبروتينات التي تبدأ عملية الاستماتة.

### إزفاء
تُخلق معظم البروتينات الطليعية التي تؤدي وظائفها في المتقدرة في العصارة الخلوية وتُنقل إلى المتقدرة بواسطة ترانسلوكاز الغشاء الخارجي (TOM) وترانسلوكاز الغشاء الداخلي (TIM). للحيز بين الغشائي دور ف إزفاء البروتينات المتقدرية. تقوم شابرونات TIM الصغيرة -وهي مركبات سداسية القسمات المتماثلة، متواجدة في الحيز بين الغشائي- بالارتباط بالبروتينات الطليعية ونقلها إلى بروتينات TIM على الغشاء الداخلي.

سلسلة نقل الإلكترون في الغشاء الداخلي وفوقه الحيز بين الغشائي.

### الفسفرة التأكسدية
يدخل البيروفات الناتج عن تحلل الجلوكوز والأحماض الدهنية الناتجة عن تفكيك الدهون إلى الحيز بين الغشائي عبر البورينات المتواجدة في الغشاء الخارجي. وتُنقل بعدها عبر الغشاء الداخلي إلى المطرس وتُحوَّل إلى أسيتيل مرافق الإنزيم-أ لتدخل في دورة حمض الستريك.

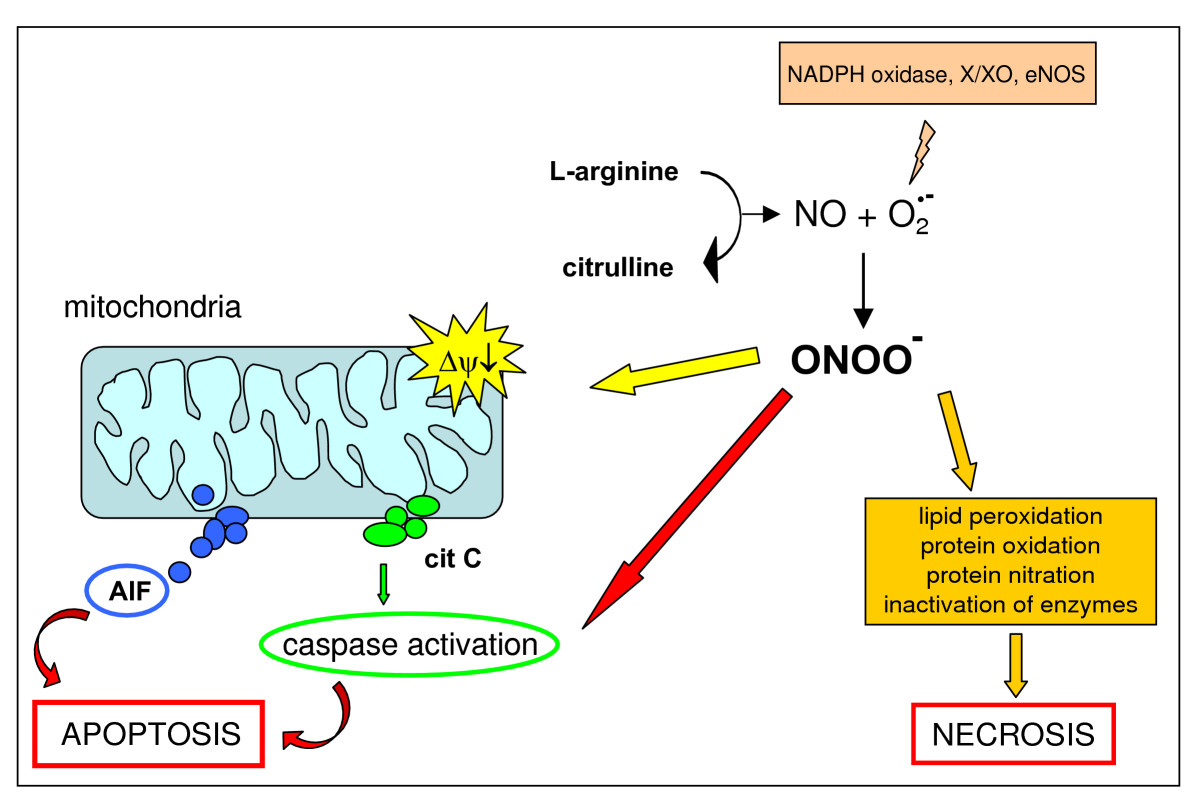
حُررت جزيئات المسؤولة على الاستماتة من الحيز بين الغشائي للمتقدرة

تقوم السلسلة التنفسية في الغشاء الداخلي بعملية الفسفرة التأكسدية. ثلاث إنزيمات هي المسؤولة عن نقل الإلكترون: مؤكسدة مختزلة يوبيكوينون الـNADH (المركب 1)، مؤكسدة مختزلة سيتوكروم سي مرافق الإنزيم كيو (المركب 3)، و أكسيداز السيتوكروم سي (المركب 4). تُضخ البروتونات من مطرس المتقدرة إلى الحيز بين الغشائي بواسطة هذه المركبات، وكنتيجة لذلك يتولد مدروج كهروكيميائي، والذي تشترك معه قوى بسبب H+ (مدروج الأس الهيدروجيني) ومدروج الجهد الكهربائي (الجهد الغشائي). الأس الهيدروجيني في الحيز بين الغشائي أقل بحوالي 0.7 منه في المطرس ويصبح الجهد الغشائي على جانب الحيز بين الغشائي موجب الشحنة أكثر منه على جانب المطرس. يُستخدم هذا المدروج الكهروكيميائي من الحيز بين الغشائي إلى المطرس لتخليق الـATP في المتقدرات.

### الاستماتة
يُنشط تحرير السيتوكروم سي من الحيز بين الغشائي إلى العصارة الخلوية سلسلة تفاعلات لتنشيط إنزيمات كاسباز التي تؤدي في النهاية إلى موت الخلية.

بنية مبسطة للصانعة اليخضورية

## الحيز بين الغشائي الخاص بالصانعة اليخضورية
الحيز بين الغشائي للصانعة اليخضورية صغير جدا، حوالي 10-20 نانومتر في العرض. وعلى عكس الحيز بين الغشائي المتقدي، لا يبدو أن لحيز الصانعة اليخضورية أي وظيفة واضحة. يقوم ترانسلوكاز الغشاء الخارجي (TOC) وترانسلوكاز الغشاء الداخلي (TIC) أساسا بالمساعدة في إزفاء البروتينات الطليعية، دور الشابرونات في النقل إلى الحيز بين الخلوي تم اقتراحه لكن لم يبقى غير مؤكد. شابرون حقيقيات النوى Hsp70 -وهو بروتين صدمة حراراية وزنه الجزيئي 70 كيلودالتون- الذي يتواجد عادة في السيتوبلازم يمكن كذلك أن يتواجد في الحيز بين الغشائي للصانعة اليخضورية، وتنص الفرضية التي تفسر ذلك على أن التواجد المشترك لـHsp70 مهم للإزفاء الفعال لطلائع البروتينات إلى وعبر الحيز بين الغشائي للصانعة اليخضورية.

## الحيز بين الغشائي الخاص بالغلاف النووي

بنية مبسطة لنواة خلية حقيقة النوى.

الغلاف النووي مكون من غشائين لبيديين ثنائيي الطبقة واللذين تخترقهما مسامات نووية وهما مفصولان عن بعضهما بحيز بين غشائي صغير والذي يسمى غالبا بالفراغ المحيط بالنواة. الفراغ المحيط بالنواة عادة ما تكون سعته 20 إلى 40 نانومتر. دُرس إزفاء بعض البروتينات والإنزيمات عبر الفراغ المحيط بالنواة وأظهرت النتائج أن هذا الفراغ المحيط بالنواة مهم لسلامة الجينوم والتنظيم الجيني.